# Música moderna (álbum de Paté de Fuá)
Musica Moderna es el nombre del primer álbum de la agrupación mexicana Paté de Fuá, lanzado en el año 2007. Con sonidos inspirados en la música popular – tarantelas, dixieland, musette, tango, jazz – que solían escucharse en los salones de baile de barrios elegantes a principios del siglo XX, la agrupación elaboró 17 temas que conformaron su grabación debut.

## Lista de canciones
1. La Canción del Linyera - 04:45
2. Soirée Dansante - 03:35
3. Ninna e Pasquale - 03:33
4. La Colegiala - 04:58
5. Triste Historia - 03:14
6. Putanesca - 00:58
7. El Valsecito de Don Serafín - 04:22
8. Recontra Aventurísima en Güanatos - 03:28
9. Vals - 02:19
10. Muñeca - 03:16
11. Alice - 05:16
12. Nato a Barazra - 04.25
13. El Supermercado - 03:30
14. Choreo a Perrone - 01:25
15. Amparito - 04:02
16. Sin Razón Ni Despedida - 04:34
17. Dicroica - 00:36